# Гепсидин
Гепсидин, HAMP (англ. Hepcidin antimicrobial peptide) – білок, який кодується геном HAMP, розташованим у людей на короткому плечі 19-ї хромосоми. Довжина поліпептидного ланцюга препрогепсидину становить 84 амінокислот, а молекулярна маса — 9 408, проте біологічно активний зрілий пептид скдадається лише з 25 амінокислот.
| 10         |  | 20         |  | 30         |  | 40         |  | 50         |
| ---------- |  | ---------- |  | ---------- |  | ---------- |  | ---------- |
| MALSSQIWAA |  | CLLLLLLLAS |  | LTSGSVFPQQ |  | TGQLAELQPQ |  | DRAGARASWM |
| PMFQRRRRRD |  | THFPICIFCC |  | GCCHRSKCGM |  | CCKT       |  |            |

A: Аланін

C: Цистеїн

D: Аспарагінова кислота

E: Глутамінова кислота

F: Фенілаланін

G: Гліцин

H: Гістидин

I: Ізолейцин

K: Лізин

L: Лейцин

M: Метіонін

P: Пролін

Q: Глутамін

R: Аргінін

S: Серин

T: Треонін

V: Валін

Кодований геном білок за функціями належить до гормонів, антибіотиків, антимікробних білків, фунгіцидів.

## Історія
Гепсидин відкритий у 2000 році і спочатку був названий LEAP-1  (експресований печінкою антимікробний пептид), але згодом на мишах було встановлено зворотну кореляцію між експресією гепсидину та абсорбцією заліза з кишечнику.

У подальшому докази зв'язку гепсидину з анемією запалення надійшли з лабораторії біолога Ненсі Ендрюс (Nancy Andrews), коли дослідники вивчали тканини двох пацієнтів з пухлинами печінки та важкою мікроцитарною анемією, яка не реагувала на введення заліза. Пухлинна тканина відзначалася надмірним синтезом гепсидину і містила велику кількість мРНК гепсидину. Хірургічне видалення пухлини вилікувало анемію.

Взяті разом ці відкриття дозволили зробити висновок про вплив гепсидину на регуляцію  всмоктування заліза в організмі.

## Структура
Біологічно активний гепсидин є пептидом, що складається з 25 амінокислот та містить 4 дисульфідні зв'язки. Біосинтез гепсидину проходить шлях препрогепсидину (84 амінокислоти), прогепсидину (60 амінокислот) та зрілого біологічно активного гепсидину (25 амінокислот). У подальшому гепсидин-25 перетворюється на гепсидин-22 і гепсидин-20 (відповідно 22 та 20 амінокислот).

## Функція
Гепсидин – ключовий білок-регулятор метаболізму заліза у ссавців.
Гепсидин пригнічує транспортування заліза шляхом зв'язування з ферропортином, який розташований на поверхні ентероцитів кишечника і на плазматичній мембрані клітин  ретикулоендотеліальної системи (макрофагів). Інгібування ферропортину припиняє експорт заліза і воно секвеструється в клітинах. Інгібуючи ферропортин, гепцидин також перешкоджає транспорту ентероцитами заліза до портальної кровоносної системи, тим самим зменшуючи засвоєння заліза з їжі. Вивільнення заліза з макрофагів також знижується за рахунок інгібування ферропортину. Підвищена активність гепсидину відповідає за знижену доступність заліза, що спостерігається при анемії хронічного запалення (наприклад, при хронічній хворобі нирок, ревматоїдному артриті тощо).

## Клінічне значення
Мутація гена гепсидину може призвести до системного перевантаження залізом або гемохроматозу (ювенільний гемохроматоз).

У випадку хронічних запальних захворювань з розвитком системної запальної відповіді відбувається надмірна експресія гепсидину, пригнічення внаслідок цього абсорбції заліза з кишечника, пригнічення використання заліза з депо та виникає неефективний гемопоез. Лікування пероральними препаратами заліза анемії при хронічному запальному захворюванні буде неефективним через блокаду транспортної системи заліза у кишечнику.

На жаль, визначення концентрації гепсидину у крові або сечі станом на 2019 рік малодоступне. Сурогатним маркером наявності хронічного запалення може слугувати рівень C-реактивного білку крові.